# Jošito Ókubo
Jošito Ókubo (* 9. červen 1982) je japonský fotbalista.

## Reprezentace
Jošito Ókubo odehrál 60 reprezentačních utkání. S japonskou reprezentací se zúčastnil Mistrovství světa 2010, 2014.

## Statistiky
| Japonsko | Japonsko | Japonsko |
| Roky     | Záp.     | Góly     |
| -------- | -------- | -------- |
| 2003     | 14       | 0        |
| 2004     | 3        | 0        |
| 2005     | 2        | 0        |
| 2006     | 0        | 0        |
| 2007     | 2        | 2        |
| 2008     | 12       | 3        |
| 2009     | 9        | 0        |
| 2010     | 11       | 0        |
| 2011     | 0        | 0        |
| 2012     | 1        | 0        |
| 2013     | 0        | 0        |
| 2014     | 6        | 1        |
| Celkem   | 60       | 6        |